# Walter Heinrich (Maler)
Walter Heinrich (* 3. November 1927 in Magdeburg; † 14. Oktober 2008 in Cottbus) war ein deutscher Maler und Grafiker.

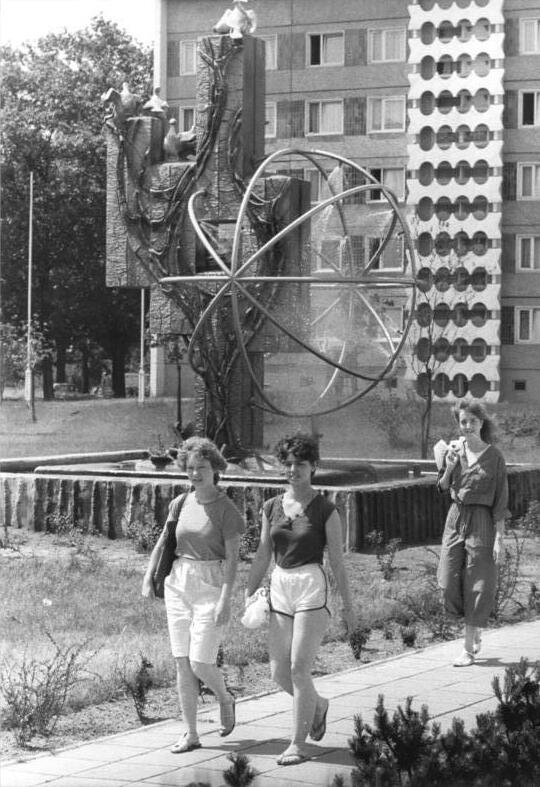
Brunnen des Friedens (1984)
Kollektivarbeit von Studenten und Mitarbeitern der Ingenieurhochschule Cottbus unter der Leitung von Walter Heinrich

## Leben und Werk
Heinrich begann 1941 eine Malerlehre, musste diese jedoch für den Arbeitsdienst und die 1944 erfolgte Einberufung zum Wehrdienst unterbrechen. Nach seiner Rückkehr aus dem Krieg konnte er die Lehre 1946 abschließen. Einem Besuch der Meisterschule des deutschen Malerhandwerks in Magdeburg schloss sich ab 1947 ein Studium an der Hochschule für Baukunst und Bildende Künste Weimar bei Fritz Dähn und Albert Schäfer-Ast an. Unter Hochschuldirektor Hermann Henselmann gab es die interdisziplinäre Gruppenarbeit zum Bau eines Kinderheims – eine für Heinrich prägende Zeit. Nach Auflösung der Fachrichtung Bildende Kunst in Weimar wechselte er 1951 nach Berlin an die Deutsche Akademie der Künste. Dort beendete er 1952 als Meisterschüler von Max Lingner sein Studium. Im gleichen Jahr wurde er Mitglied im Verband Bildender Künstler der DDR.
Zunächst arbeitete Walter Heinrich als Lehrer für Kunsterziehung in Weimar, bis er 1954 als freischaffender Maler, einem Aufruf der SED zur künstlerischen Arbeit in den Industriebezirken folgend, nach Cottbus übersiedelte. Dort übernahm er verschiedene Werksverträge, zog sich aus Frust über mangelnden Zusammenhalt unter den Künstlern sowie aus persönlicher Abneigung vom „scheißsozialistischen Realismus“ bald aus den öffentlichen Aufträgen zurück. Ab 1958 leitete er einen Malzirkel bei der NVA. Auch außerhalb von Cottbus leitete Heinrich Zirkel, so in Luckau.
Von 1970 bis 1988 war Heinrich künstlerischer Mitarbeiter an der Ingenieurhochschule Cottbus, der heutigen Brandenburgischen Technischen Universität. Dort war er Leiter der Zirkel Malerei, Grafik und Keramik.
Zwanzig Jahre nach seinem Abschied aus dem akademischen Lehrbetrieb starb Heinrich drei Wochen vor seinem 81. Geburtstag im Cottbuser Stadtteil Merzdorf. Er war zweimal verheiratet, in zweiter Ehe mit der sorbischen Journalistin Margitta Heinrich, geb. Krautz (1934–2002).
Er stand im Austausch mit anderen lokalen Künstlern, so dem Maler Walter Böhm (1922–2020) oder dem Arzt, Maler und Bildhauer Günter Schulze-Meinicke (* 1942). Zu seinen Schülern gehörten Jürgen Skowronek, Hannes Kalina und Heinz Maruschke.

## Ausstellungen (unvollständig)
Ausstellungen mit Werken Walter Heinrichs fanden unter anderem in Cottbus, Dresden, Saarbrücken und Westberlin statt.

### Einzelausstellungen
- 2006: Dissen-Striesow, Heimatmuseum Dissen[2][11]
- 2007: Dissen-Striesow, Heimatmuseum Dissen (Jubiläumsschau zum 80. Geburtstag)[12]

### Gruppenausstellungen
- 1967: Berlin, Akademie der Künste („Meisterschüler der DAK stellen aus“)
- 1974, 1979 und 1982: Cottbus, Bezirkskunstausstellungen
- 1986: Cottbus, Staatliche Kunstsammlungen („Bekenntnis und Tat“)
- postum 2021: Cottbus, Galerie Brandenburg („Cottbus – Die vergessenen Maler“)[13]

## Baugebundene Werke und Werke im öffentlichen Raum

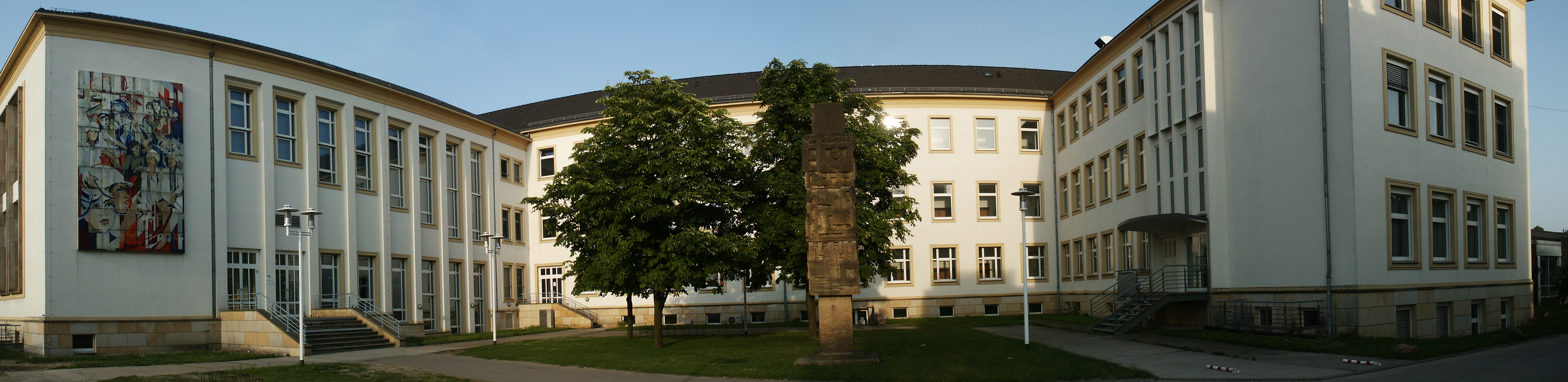
Wandbild Der Bauarbeiter

- Wandbild, 5 m × 9 m, Emaille, ehemals am Schwerter Emaille-Werk in Lauter,[14] mangels passender Fläche seit 2010 eingelagert[15]
- Wandbild Der Bauarbeiter, 1977, 6,75 m × 4,50 m, Emaille, BTU Cottbus-Senftenberg, Lehrgebäude 1A, Hörsaal 1+2,[16] denkmalgeschützt[17]
- Friedensbrunnen (auch Brunnen des Friedens), interdisziplinäres Künstlerkollektiv[18] 1985, Beton, Keramik und Metall, BTU Cottbus-Senftenberg, denkmalgeschützt[17]